# Morawskie Pole
Morawskie Pole (niem. Marchfeld, węg. Morvamező) – kraina geograficzna w północno-wschodniej Austrii, w kraju związkowym Dolna Austria.
Morawskie Pole leży w środkowej części Kotliny Wiedeńskiej. Jego granice wyznaczają Dunaj na zachodzie i południu oraz Morawa na wschodzie. Na północy graniczy z Pogórzem Weinviertel, od którego dzieli je erozyjna krawędź Wagram. Morawskie Pole stanowi południową część Weinviertel – północno-wschodniej ćwiartki, na które zwyczajowo dzieli się Dolną Austrię. Niemal dokładnie porywa się z dolnoaustriackim powiatem Gänserndorf.
Morawskie Pole stanowi równinę o powierzchni około 900 km², wyniesioną na wysokość 150 do 170 m n.p.m. Dzieli się je na część południową – płaską terasę Prateru, zbudowaną z młodszych osadów rzecznych, oraz północną – lekko pofałdowaną terasę Gänserndorf, zbudowaną ze starszych żwirów i piasków. Część południową zajmują ziemie uprawne, w części północnej wykorzystanie terenu jest bardziej różnorodne – są tu bory sosnowe, wrzosowiska, a nawet piaszczyste wydmy.
Z Morawskiego Pola do Morawy i Dunaju spływa kilka niewielkich rzeczek, z których największe to Weidenbach na północy oraz Stempfelbach i Rußbach na południu. Dwie ostatnie zostały w 1984 połączone w system nawadniający, zwany Kanałem Morawskiego Pola (Marchfeldkanal). Nawadnianie jest potrzebne ze względu na niski poziom wód gruntowych i niskie opady. Brak wody utrudniał uprawę roli i prowadził do stepowienia równiny.
Mała (najmniejsza w Austrii – 550 mm rocznie) ilość opadów należy do cech lokalnego klimatu. Morawskie Pole ma klimat przejściowy między kontynentalnym klimatem panońskim pobliskiej Kotliny Panońskiej a klimatem oceanicznym zachodu Europy.
Morawskie Pole jest jednym z najważniejszych rolniczych regionów Austrii. Rolnictwo jest towarowe, wysoko wyspecjalizowane (winnice, sady, ogrody), zaawansowane technologicznie. Produkty rolne są dostarczane głównie do Wiednia, część na miejscu przerabia lokalny przemysł spożywczy. Regionowi przydają znaczenia największe w Austrii złoża ropy naftowej i gazu ziemnego koło Zistersdorf, Matzen i Gänserndorf (obecnie na wyczerpaniu).
Największym i w zasadzie jedynym miastem Morawskiego Pola jest Wiedeń, którego część na północnym brzegu Dunaju znajduje się już na tej równinie. Morawskie Pole należy do strefy podmiejskiej Wiednia i jest z nim połączone m.in. przez szybką kolej miejską. Mieszkańcy leżących tu miejscowości pracują z reguły w Wiedniu. Z powodu bliskości tego wielkiego ośrodka nie rozwinęło się tu żadne większe miasto.
Przez Morawskie Pole przebiega linia kolejowa łącząca Wiedeń z Bratysławą oraz rurociągi dostarczające ropę naftową i gaz ziemny z Rosji.